# 奧凱恩鎮區 (阿肯色州蘭道夫縣)
奧凱恩鎮區（英語：O'Kean Township）是位於美國阿肯色州蘭道夫縣的一個行政鎮區。

## 地方資料
奧凱恩鎮區的面積為74.15平方千米，當中陸地面積為74.15平方千米，而水域面積為0.00平方千米。根據2010年美國人口普查的數據，當地共有人口294人，而人口密度為每平方千米3.96人。